# Fraternité Verbum Dei
La fraternité Verbum Dei est un institut de vie consacrée pour l'Église catholique, fondé en Espagne à Majorque le 17 janvier 1963 par le R.P. Jaime Bonet Bonet. La vocation de cette communauté est de répandre la parole de Dieu et de propager le royaume de Dieu par la prière, l'évangélisation et le témoignage de vie évangélique. Cet appel nettement missionnaire lui est fondamental. La fraternité est reconnue par le Saint-Siège en 2000, sous le pontificat de Jean-Paul II.
La Fraternité missionnaire Verbum Dei compte trois branches distinctes: les missionnaires consacrées, les missionnaires frères et prêtres et les missionnaires mariés. Il existe au-delà ce que l'on appelle une « Famille Verbum Dei » qui compte dans ses rangs des laïcs et des prêtres diocésains intéressés par le partage du charisme de cette fraternité. Ils partagent donc plusieurs états de vie, mais la recherche de la perfection de l'Amour divin les unit tous, ainsi que celle de la transmission de la vie (spirituelle ou charnelle) et de l'Amour de Dieu entre tous les hommes.
Actuellement la fraternité est répandue dans 31 pays (en 102 diocèses) sur tous les continents et dans tous les milieux socio-professionnels. Ils sont très présents en Espagne et dans les pays d'Amérique latine et également en Allemagne, en Autriche et en Hongrie, en Australie et à Singapour, à Taïwan et aux Philippines, etc.